# Кавказский пленник (балет Асафьева)
«Кавка́зский пле́нник» — балет Бориса Асафьева в трёх актах с прологом. Либретто Николая Волкова, Леонида Лавровского и Ильи Зильберштейна по мотивам одноимённой поэмы Александра Пушкина.

## История создания
Балет «Кавказский пленник» композитор Борис Асафьев написал в 1936 году — к столетию годовщины смерти Александра Пушкина. Его одноимённая поэма стала лишь отправной точкой для композитора и либреттистов. В «духе времени» авторы "стремились раскрыть и передать революционный романтизм этой поэмы юного Пушкина, тот «пафос своей эпохи», которым «насквозь пропитан „Кавказский пленник“… — эпохи пробуждения революционного сознания русского общества, „вполне представителем которой был Пушкин“».
Для выполнения этой непростой задачи авторы использовали, как они декларировали, модный киноприём «наплыва» (на самом деле старое традиционное балетное «видение»): в сцене встречи героя с черкешенкой пленник рассказывал о той «душевной буре», которая оставила «след ужасный». Действие переносилось к прошлым дням петербургской жизни героя, и зрителям показывали картины его светской жизни, от пресыщения которой, по замыслу авторов, «пробуждалось сознание молодого человека и росла его враждебность к окружающей действительности». Немалую роль в этом играла и возлюбленная героя — ещё одно «расшифрованное» пушкинское многоточие.
На этом культурологические находки авторов балета не окончились: «воодушевляемые советской действительностью, авторы сумели по-новому прочесть поэму Пушкина и выявить содержащуюся в ней идею, остававшуюся до этого незамеченной. Балет выявил тему патриотизма, который помешал самому Пушкину в 1824 году бежать из Одессы за границу от преследований Александра I». Столь «идеологически выдержанный» балет приняли к постановке одновременно два театра — в Ленинградском Малом театре оперы и балета постановщиком стал Леонид Лавровский, в Большом театре — Ростислав Захаров.

## Действующие лица
- Пленник, офицер Бахметьев
- Княжна Нина
- Князь
- Кузина княжны
- Отец княжны
- Адъютант князя
- Черкешенка
- Жених Черкешенки
- Джигит
- Предводитель отряда
- Отец Черкешенки
- Дамы на балу, друзья Бахметьева, черкешенки, черкесы, музыканты

## Сценическая жизнь

### Ленинградский Малый театр оперы и балета
Премьера прошла 14 апреля 1938 года
Балетмейстер-постановщик Леонид Лавровский, ассистент балетмейстера Борис Фенстер, художник-постановщик Валентина Ходасевич, дирижёр-постановщик Павел Фельдт
Действующие лица
- Бахметьев — Сергей Дубинин (затем Борис Шавров)
- Княжна Нина — Галина Кириллова (затем Лидия Евментьева)
- Князь — В. Е. Николаев
- Кузина княжны — Евгения Ивкова (затем З. Левецкая)
- Адъютант князя — Николай Филипповский (затем Борис Фенстер)
- Черкешенка — Елена Чикваидзе (затем Валентина Розенберг, Т. Успенская)
- Жених Черкешенки — Александр Орлов
- Джигит — Николай Соколов

1947 год — возобновление

### Большой театр
Премьера прошла 20 апреля 1938 года
Либретто Николая Волкова и Ростислава Захарова, балетмейстер-постановщик Ростислав Захаров, художник-постановщик Пётр Вильямс, дирижёр-постановщик Юрий Файер
Действующие лица
- Черкешенка — Марианна Боголюбская
- Владимир (пленник) — Михаил Габович
- Полина, известная актриса — Марина Семёнова (затем Ольга Лепешинская, Суламифь Мессерер)
- Сергей, друг Владимира — Виктор Смольцов
- Конькобежец-фигурист — Асаф Мессерер (затем Алексей Жуков, Александр Царман-мл.)
- Молодой черкес — Анатолий Кузнецов

Спектакль прошёл 54 раза, последнее представление 19 января 1941 года

### Постановки в других театрах
- 1938 — Киевский театр оперы и балета, балетмейстер Галина Берёзова
- 1938 — Саратовский театр оперы и балета, балетмейстер Владимир Кононович
- 1939 — Свердловский театр оперы и балета, балетмейстер В. Л. Романовский
- 1942 — Ереванский театр оперы и балета, балетмейстер Леонид Лавровский
- 1957 — Харьковский театр оперы и балета имени Н. В. Лысенко, балетмейстер Иван Ковтунов